# القمر والذئاب (مسلسل)
القمر والذئاب هو مسلسل تلفزيوني عراقي.

## الممثلون
- التفات عزيز
- ستار خضير
- كنعان علي
- عبد الستار البصري
- مناف طالب
- أنعام الربيعي
- سعدية الزيدي
- خالد علي
- سامي قفطان